# Guerra di successione bavarese
La guerra di successione bavarese si verificò tra il 1778 e il 1779. Lo scontro è conosciuto anche col nome di guerra delle patate (Kartoffelkrieg) dal momento che le truppe prussiane e austriache trascorsero molto tempo a compiere manovre militari in Boemia per cercare di ottenere il cibo dal nemico, privandolo del principale sostentamento della regione, le patate appunto.
Quando il principe elettore Massimiliano III di Baviera, appartenente ad un ramo collaterale dei Wittelsbach, morì nel 1777, la linea di Sulzbach pretese come erede il ducato di Baviera. L'elettore palatino Carlo IV Teodoro ereditò il trono e procedette nella cessione della Bassa Baviera all'Austria grazie ad un trattato segreto con l'imperatore Giuseppe II, in cambio della quale avrebbe ricevuto i Paesi Bassi austriaci.
La consorte di Massimiliano, Maria Anna Sofia di Sassonia, incominciò i negoziati con il Regno di Prussia per assicurare alla Baviera l'indipendenza e la successione del ramo dei Wittelsbach, Conti Palatini di Zweibrücken-Birkenfeld in Baviera alla morte di Carlo Teodoro. Il conte Karl Wilhelm Finck von Finckenstein, primo ministro prussiano sotto il governo di Federico II, riteneva che le acquisizioni dell'Austria in Baviera avrebbero ripagato l'Impero della cessione della Slesia alla Prussia avvenuta trent'anni prima, il che avrebbe ad ogni modo ristabilito l'egemonia dell'Austria in Germania, sminuendo la posizione stessa della Prussia. Per questo, egli strinse un'alleanza con la Sassonia ed entrambe le nazioni dichiararono guerra all'Austria, apparentemente per difendere i diritti del Duca Carlo II Augusto del Palatinato-Zweibrücken, erede di Carlo Teodoro.
L'invasione della Boemia fu molto sanguinosa e terminò con il Trattato di Teschen (1779), mediato da Russia e Francia. Secondo gli accordi di pace, l'imperatrice Maria Teresa d'Asburgo (anche se si trovava di fatto in co-reggenza con il figlio Giuseppe II), restituì l'intera Baviera eccetto l'Innviertel. La Sassonia ricevette un compenso finanziario per il suo ruolo nello scontro. Questa fu l'ultima guerra combattuta da Federico II di Prussia. Quando l'imperatore Giuseppe II tentò nuovamente di risollevare la questione nel 1784, Federico creò il Fürstenbund, dichiarandosi difensore della libertà degli stati tedeschi.

## Sfondo

### La competizione imperiale
Nel 1713, Carlo VI d'Asburgo stabilì di concedere il trono a sua figlia maggiore Maria Teresa anziché alle figlie di suo fratello. Per proteggere l'eredità degli Asburgo, egli costrinse, implorò o persuase le teste coronate europee ad accettare la Prammatica sanzione. Con questo accordo essi riconoscevano alle sue figlie legittime i titoli di regina di Boemia, Ungheria e Croazia, nonché di arciduchessa d'Austria, rompendo così la tradizione della successione maschile.
L'imperatore era stato eletto in seno alla casa Asburgo da tre secoli. Carlo VI predispose il matrimonio della sua figlia maggiore, Maria Teresa, con Francesco di Lorena. Questi rinunciò al ducato di Lorena nei pressi della Francia in cambio del granducato di Toscana presso l'Austria, di modo da renderlo un candidato più appetibile per un'eventuale elezione al ruolo di imperatore. Sulla carta, molti capi di Stato e, cosa più importante, molti principi degli stati tedeschi che componevano il Sacro Romano Impero, accettarono la prammatica sanzione e l'idea che Francesco potesse divenire imperatore. Due eccezioni chiave, il ducato di Baviera e la Sassonia, votarono però contrario e crearono un blocco che minacciò addirittura di boicottare l'elezione di Francesco. Quando Carlo morì nel 1740, sua figlia Maria Teresa, dovette combattere per i suoi titoli familiari in Boemia, Ungheria e Croazia e suo marito si trovò in competizione per l'elezione a imperatore.

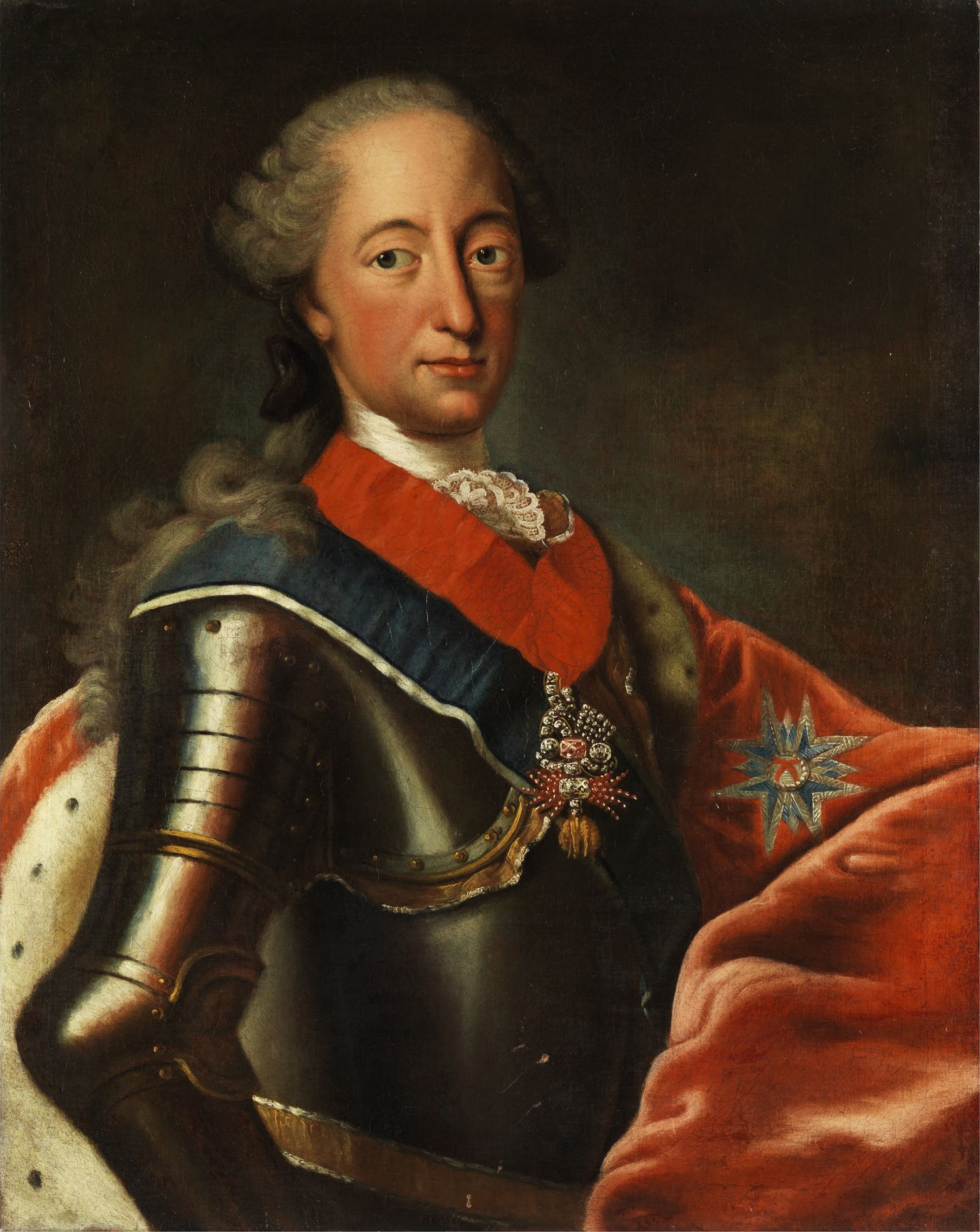
Come Principe elettore e Duca di Baviera, Massimiliano Giuseppe portò pace e prosperità al suo reame. Alla sua morte, diverse furono le forze che cercarono di dividere il ducato al suo interno.

Carlo, principe elettore e duca di Baviera, pretendeva i territori tedeschi della dinastia degli Asburgo come genero dell'imperatore Giuseppe I d'Asburgo, presentandosi dunque come legittimo erede di Carlo VI al trono imperiale. La pretesa della corona di Carlo di Baviera rifletteva la ragion di stato genealogica espressa a quel tempo: se le donne dovevano ereditare il trono, egli avrebbe dovuto essere il primo in ordine d successione dal momento che sua moglie, Maria Amalia, era la figlia di Giuseppe I. Sia Carlo VI che il suo predecessore Giuseppe I erano morti senza eredi maschi. Carlo di Baviera suggerì che la legittima successione passasse dalla discendenza femminile di Giuseppe I, piuttosto che alle figlie di suo fratello minore Carlo VI. Per differenti ragioni, Prussia, Francia, Spagna ed i monarchi polacco-sassoni supportarono le pretese di Carlo di Baviera sui territori asburgici in Germania e sul titolo imperiale, rinnegando la Prammatica Sanzione.
Carlo di Baviera aveva bisogno di assistenza militare per ottenere il trono imperiale con la forza e la ottenne col trattato di Nymphenburg (luglio 1741). Durante la successiva Guerra di Successione austriaca, egli riuscì a catturare Praga ove venne incoronato Re di Boemia. Invase l'Alta Austria, pianificando di catturare Vienna, ma esigenze diplomatiche complicarono i suoi piani. I suoi alleati francesi diressero le loro truppe in Boemia dove Federico II di Prussia, aveva ottenuto il vantaggio di sfruttare il caos tra Austria e Baviera per annettersi la Slesia.
Le opzioni militari di Carlo svanirono coi francesi. Adottando un nuovo piano, egli sovvertì l'elezione imperiale. Egli vendette la Contea di Glatz a Federico di Prussia per ridurre il prezzo in cambio del voto elettorale di Federico. Il fratello di Carlo, Clemente Augusto di Baviera, arcivescovo e principe elettore dell'Elettorato di Colonia, votò per lui all'elezione imperiale e personalmente lo incoronò il 12 febbraio 1742 nella tradizionale cerimonia a Francoforte sul Meno. Il giorno successivo, la capitale bavarese di Carlo, Monaco, capitolò sotto gli austriaci per evitare di essere saccheggiata dalle truppe di Maria Teresa. Nelle settimane successive, l'esercito austriaco occupò gran parte dei territori della Baviera, sbarrandogli la strada alla volta della Boemia.
Carlo VII aveva trascorso gran parte dei suoi tre anni di regno come imperatore a Francoforte mentre Maria Teresa batté la Prussia per il suo patrimonio in Boemia ed Ungheria. Federico non aveva potuto assicurare la Boemia a Carlo, ma cercò con ogni sforzo di allontanare gli austriaci dalla Baviera. Durante gli ultimi tre mesi del suo breve regno, Carlo visse a Monaco, ove morì nel gennaio del 1745. Suo figlio, Massimiliano III Giuseppe ereditò le dignità elettorali paterne, ma non l'ambizione del genitore al trono imperiale. Con la Pace di Füssen (22 aprile 1745), Massimiliano Giuseppe promise di votare per Francesco di Lorena, marito di Maria Teresa, durante l'elezione imperiale, riconoscendo inoltre la Prammatica Sanzione. In cambio egli ottenne la restituzione della posizione elettorale della sua famiglia e tutti i suoi territori. Con questi suoi negoziati ebbe fine un'epoca di contrasti e si inaugurò un'epoca nuova di pace e prosperità che perdurò sino al 1777, anno della morte di Massimiliano Giuseppe.

## I contendenti
Come duca di Baviera, Massimiliano Giuseppe era principe di uno degli stati territorialmente più estesi dell'area germanofona del Sacro Romano Impero. Come principe elettore egli disponeva di uno dei ranghi più alti tra i principi dell'impero, con peculiarità legali, economiche e giudiziarie proprie, oltre ad essere uno degli uomini che fisicamente eleggevano l'imperatore tra un ristretto gruppo di candidati. Egli era figlio di un imperatore (Carlo VII) e nipote di un altro (Giuseppe I). Malgrado la Pace di Füssen, ognuno dei suoi figli avrebbe potuto pretendere il trono imperiale. Quando questi morì di vaiolo il 30 dicembre 1777, queste pretese genealogiche iniziarono a smuoversi: egli non lasciò figli a succedergli e molti ambiziosi suoi famigliari erano pronti a dividersi il suo patrimonio.

### L'erede
La linea del Palatinato-Sulzbach dei Wittelsbach aveva ereditato il ducato di Baviera. In questa linea, il cinquantacinquenne Carlo IV Teodoro, Duca di Berg-Jülich, era il primo in ordine di pretesa. Sfortunatamente per Charles Theodore, egli era già Elettore Palatino. Secondo i termini della Pace di Vestfalia del 1648, egli avrebbe dovuto cedere l'Elettorato Palatino ad un suo erede per poter aspirare all'Elettorato Bavarese, ma questi non era in grado di farlo dal momento che non aveva figli legittimi atti a succedergli. Egli preferì pertanto vivere nel Palatinato, col suo clima salubre ed uno scenario sociale compatibile con la sua persona, dedicandosi al patrocinio delle arti ed allo sviluppo di Mannheim, sua città capitale, riempiendola di musei e teatri con costi notevoli per il suo stato. Ospitò Voltaire in uno dei suoi numerosi palazzi. Durante la visita, egli assunse il segretario di Voltaire, il nobile fiorentino Cosimo Alessandro Collini (1727–1806), al proprio servizio, fatto considerato un vero e proprio colpo in molti circoli dell'illuminismo. Thomas Carlyle diceva di Carlo Teodoro: "È una povera e piccola creatura, di puro egoismo, ornamentale, per natura dilettante; immerso nel teatro, [e] figlio bastardo". Il ministro degli esteri francese, Charles Gravier, conte di Vergennes, che lo conosceva, descrisse le manie di Carlo Teodoro in maniera ancora più forte:
Sebbene sia per natura intelligente, egli [Carlo Teodoro] non avrà mai successo nel governare da solo; egli è sempre governato dai suoi ministri o dal confessore di suo padre o (per qualche tempo) dall'Elettrice [sua moglie]. Questa condotta ha incrementato la sua debolezza e apatia naturali. Per riempire il vuoto che questa indolenza lascia nella sua anima, egli si riempie di divertimenti, di caccia e di musica nonché di storie d'amore segrete, per le quali Sua Maestà Elettorale ha una particolare predilezione a tutte le ore.
L'Elettrice gli aveva provveduto un figlio maschio che però era morto ancora infante ma l'attrice francese che egli aveva poi elevato al rango di contessa, gli diede diversi figli naturali. Alla morte di Massimiliano Giuseppe, egli aveva già legittimato sette maschi derivati da diverse unioni, e stava pensando alla legittimazione di altri suoi due figli. Con tutti questi eredi maschi, egli aveva necessità indubbiamente di suddividere il proprio territorio al di la di quanto stabilito dal testamento del defunto elettore.

### L'affarista

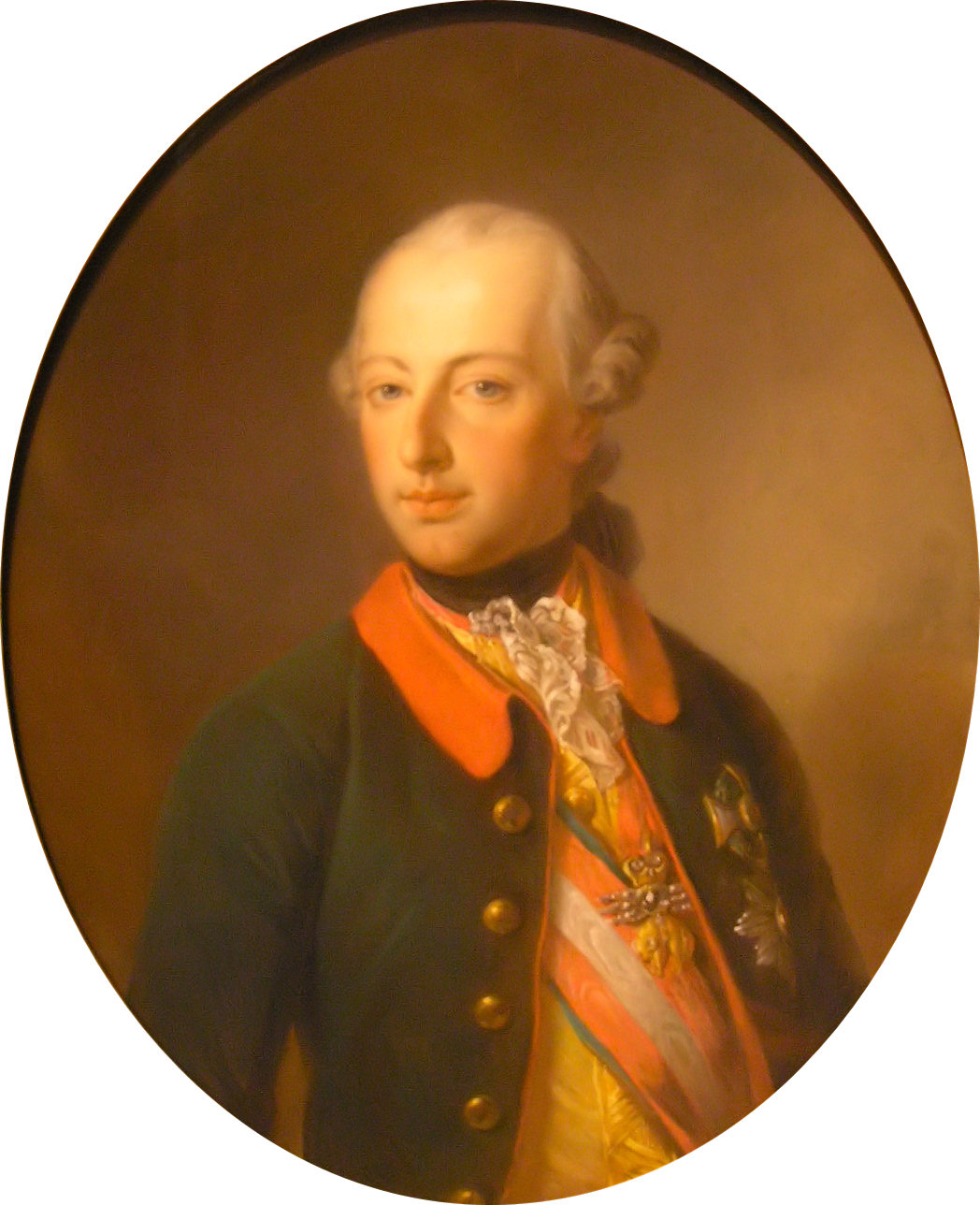
L'arciduca Giuseppe, l'ambizioso vicino asburgico, vide la possibilità di acquisire i territori bavaresi per espandere l'influenza della sua famiglia nelle aree germanofone dell'impero.

Giuseppe, arciduca d'Austria, re dei Romani e coreggente con la madre Maria Teresa, ambiva alla Baviera. La lezione appresa da sua madre nella Guerra di Successione austriaca non gli bastava più e colse l'occasione per espandere ancora di più l'influenza degli Asburgo-Lorena nelle terre germanofone dell'impero. Senza l'annessione della Baviera, la famiglia Asburgo sarebbe sempre stata in bilico per l'elezione del proprio candidato al trono imperiale così come per la successione ai territori di Boemia, Ungheria e Croazia. Per gran parte della vita adulta di Giuseppe, egli tentò di rafforzare l'influenza dell'impero asburgico proprio tramite l'acquisizione di nuovi territori.
Giuseppe aveva inoltre sposato la sorella di Massimiliano Giuseppe, Maria Giuseppa, nel 1765, sperando di poter ottenere un giorno l'elettorato bavarese per i propri eredi. Dopo due anni di matrimonio infelice, Maria Giuseppa morì senza eredi. Quando Massimiliano Giuseppe morì dieci anni più tardi, Giuseppe poté presentare solo una debole pretesa sui territori della Bassa Baviera sulla base di un'antica e dubbia concessione dell'imperatore Sigismondo alla casa d'Asburgo nel 1425. Conoscendo le poche risorse legali di cui disponeva, Giuseppe negoziò un accordo segreto con Carlo Teodoro poco dopo la morte di Massimiliano Giuseppe. In questo accordo (3 gennaio 1778), Carlo Teodoro avrebbe ceduto la Bassa Baviera all'Austria in cambio della successione incontrastata al ducato. Carlo Teodoro cercò inoltre di acquisire da Giuseppe alcune parti dei Paesi Bassi austriaci e dell'Austria Anteriore che egli voleva destinare ai suoi figli illegittimi, ma Giuseppe non ne tenne conto. Successivamente, l'accordo ignorò completamente anche le pretese dell'erede presunto di Carlo Teodoro, Carlo II Augusto, della casa del Palatinato-Zweibrücken-Birkenfeld. Carlo Augusto era l'erede presunto dei domini e dei titoli di Carlo Teodoro. Egli aveva un interesse chiaro e diretto verso il ducato di Baviera, in particolare nell'integrità territoriale di quei domini.

### Erede presunto

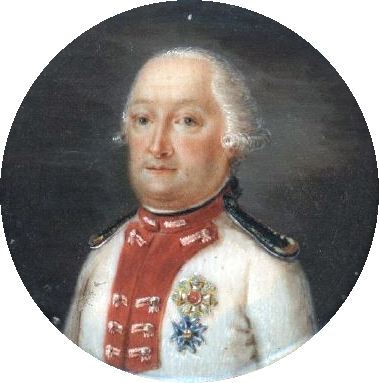
Carlo II Augusto, duca di Zweibrücken, aveva avuto grandi aspettative, ma necessitava dell'aiuto di Prussia e Francia per assicurarsi l'eredità.

Sconosciuta sia a Carlo Teodoro che a Giuseppe, una vedova—gli storici sono incerti su quale vedova—aprì i negoziati con la Prussia per assicurarsi l'eventuale ascesa di Carlo Augusto. Molti storici ritengono che la vedova di Massimiliano Giuseppe, Maria Anna Sofia di Sassonia, fosse stata l'artefice di questo punto. Altri asseriscono che non si sia trattato della vedova di Massimiliano Giuseppe, bensì di sua sorella, che era anche suocera di Carlo Augusto. Questa vedova, Maria Antonia, era la madre dell'elettore regnante di Sassonia. Ernest Henderson disse di lei che era "l'unico uomo nel partito dei Wittelsbach".
Carlo Augusto non era un grande ammiratore di Giuseppe. Ancora giovane, egli aveva cercato la mano della sorella di Giuseppe, l'arciduchessa Maria Amalia d'Austria. Ella era ben disposta ad accettarlo, ma Giuseppe e sua madre insistettero perché ella sposasse il duca di Parma. Dopo questo disappunto, Carlo Augusto sposò Maria Amalia di Sassonia nel 1774; figlia dell'elettore Cristiano (m. 1765) e di sua moglie la duchessa Maria Antonia di Baviera, sorella di Massimiliano Giuseppe. Nel 1769, l'elettore regnante, Federico Augusto I di Sassonia, aveva sposato la sorella di Carlo Augusto. Carlo Augusto, talvolta definito come duc de Deux-Ponts (traduzione francese di Zweibrücken, o due ponti), un teoretico stato francese a supporto delle sue pretese. Ad ogni modo, egli aveva ottime relazioni con gli elettori sassoni.

## Diplomazia

### Partiti interessati
La Prussia aveva manifestato il proprio interesse per la disposizione del ducato. il conte Karl-Wilhelm Finck von Finckenstein, primo ministro di Federico il Grande, credeva che una qualsiasi acquisizione in territorio bavarese da parte dell'Austria avrebbe spostato il bilanciamento del potere nel Sacro Romano Impero, diminuendo l'influenza della Prussia. Le vittorie recentemente acquisite dalla Prussia erano state duramente ottenute. Trent'anni prima, Federico aveva combattuto le Guerre di Slesia con l'annessione di quel territorio ai suoi domini. Nella Guerra dei Sette anni poi, la Prussia si era guadagnata il rispetto delle altre potenze europee come Francia, Russia, Gran Bretagna e la stessa Austria. Per proteggere lo status territoriale della Prussia, Finck e Federico avevano costruito un'alleanza con l'Elettorato di Sassonia, venendo così coinvolti nella difesa dei diritti di Carlo II Augusto, duca di Zweibrücken, erede presunto di Carlo Teodoro.
Interessata nel contesto a voler mantenere la propria influenza tra gli stati tedeschi, la Francia aveva un doppio problema. Come sostenitrice delle colonie britanniche ribelli in Nord America, era interesse della Francia evitare scontri sul continente europeo per concentrarsi nelle operazioni oltremare. Il riallineamento diplomatico del 1756 aveva gettato nel baratro 200 anni di politica estera francese contro la casa d'Asburgo per contrastare la Gran Bretagna. Il cambiamento di questa politica nel '56 legò sempre più la politica europea a Vienna, sebbene anche alla stessa corte di Versailles esistesse un forte sentimento anti-austriaco. La Rivoluzione diplomatica del 1756, venne sottoscritta definitivamente nel 1770 col matrimonio diplomatico tra Luigi, il Delfino del Viennois, e l'arciduchessa austriaca Maria Antonietta. Il ministro degli esteri francese, Charles Gravier, conte di Vergennes, mantenne sempre un'ostinata ostilità nei confronti degli austriaci e non approvava questi spostamenti d'alleanze dai confini tradizionali della diplomazia, tentando sin dal 1778 di districarsi dagli obblighi militari nei confronti dell'Austria.
| Middle-aged, white-haired man wearing a blue velvet jacket, white shirt, and a big piece of jewelry pinned to his jacket. | Old man, white hair slightly disheveled, wearing a velvet jacket, with a military medal pinned to jacket. | Richly dressed buxom woman wearing red velvet and ermine cloak, with the chain and medallion of a state medal. | White haired man with red military jacket, decorated in yellow, with fancy epaulets on his shoulders, a ribbon sash, and military decorations. |

### La crescita della tensione
Nel gennaio del 1778, la tensione generale iniziò a crescere. Il 3 gennaio, alcuni giorni dopo la morte di Massimiliano Giuseppe, lo scudiere di corte proclamò Carlo Teodoro quale nuovo duca. I dragoni fecero la loro parata per le strade di Monaco, suonando le trombe e gridando a gran voce: "Lunga vita al nostro elettore Carlo Teodoro!" Secondo l'accordo del 3 gennaio tra Giuseppe II e Carlo Teodoro, 15 000 truppe austriache avrebbero occupato Mindelheim, così da assicurarsi i territori previsti per Giuseppe. Carlo Teodoro, che aveva in sogno di ricostruire l'impero borgognone, si rese conto che Giuseppe non stava pianificando seriamente lo scambio con la porzione della Baviera per una parte dei Paesi Bassi austriaci. Al meglio, egli ne avrebbe potuto acquisire una porzione, l'Hainaut o la Gheldria, il Lussemburgo, il Limburgo o vari territori dispersi nell'Austria Anteriore.
Mentre il sogno rinascimentale di Carlo Teodoro svaniva, Giuseppe continuò la sua annessione di parti della Baviera. La vedova (moglie di Massimiliano Giuseppe) chiese aiuto alla Prussia per conto di Carlo II Augusto. Degli inviati di Federico il Grande giunti presso l'erede presunto lo convinsero a muovere protesta alla Dieta Imperiale riunita a Ratisbona. Le truppe di Giuseppe rimanevano intanto in parti della Baviera, stabilendo addirittura il passaggio all'amministrazione austriaca di Straubing, precipitando così la crisi diplomatica. L'occupazione austriaca della Baviera era inaccettabile per il re di Prussia. Le truppe prussiane si mobilitarono per raggiungere il confine con la Boemia, ricordando quasi quanto accaduto con l'invasione del 1740, fatto che venne ritenuto pericoloso da Giuseppe II. Nel frattempo, i francesi rinnegarono le loro obbligazioni militari nei confronti dell'Austria, mandando a dire a Giuseppe II che Parigi non avrebbe mai supportato militarmente una guerra contro la Prussia. La Gran Bretagna, il più potente degli alleati della Prussia, era già impegnata nel Nord America. L'altro alleato prussiano, la Sassonia, aveva concluso due matrimoni di successo con la casata di Carlo Augusto, ed era strategicamente pronta per la guerra contro l'Austria con un contributo di 20 000 uomini. Per quanto riguardava Mosca, Caterina II di Russia temeva che la guerra fosse in grado di giungere sino ai confini del suo impero ma non voleva essere coinvolta in altri conflitti europei.
Per quattro mesi perdurarono i negoziati tra Vienna e Berlino, Dresda e Ratisbona, oltre che con Monaco e Mannheim. Dalla primavera del 1778, Austria e Prussia si scontrarono coi rispettivi eserciti nella guerra di successione bavarese.

## Le azioni
Quando divenne chiaro che gli altri monarchi d'Europa erano contrari alla partizione de facto della Baviera, Giuseppe ed il suo ministro degli esteri, Anton, conte di Kaunitz, iniziarono ad assicurare i confini del reame asburgico ponendo 600 cannoni e 190 000 uomini in Boemia, Moravia e Slesia austriaca. Quest'armata ammontava a gran parte dell'esercito effettivo austriaco che si attestava attorno ai 200 000 uomini, lasciando le regioni austriache al confine con l'Impero ottomano perlopiù sguarnite. Il 6 aprile 1778, Federico di Prussia raccolse un esercito di 80 000 uomini presso il confine prussiano con la Boemia, stanziandolo presso Neisse, Schweidnitz e la Contea di Glatz, che Federico aveva acquistato dai Wittelsbach nel 1741, in cambio del supporto elettorale a Carlo VII. A Glatz, Federico completò i suoi preparativi per l'invasione: egli ottenne supporti, sistemò la linea di marcia, portò l'artiglieria in loco ed allenò i suoi soldati. Suo fratello minore, il principe Enrico di Prussia, si pose alla guida di un altro esercito di 75 000 uomini che si pose a nord ed a ovest, in Sassonia. Nell'aprile di quell'anno, Federico e Giuseppe ufficialmente diedero inizio agli scontri ed i negoziati diplomatici ebbero bruscamente fine.

### La prima schermaglia
All'inizio di luglio del 1778, il generale prussiano Johann Jakob von Wunsch (1717–1788) giunse in Boemia presso il villaggio fortificato di Náchod con centinaia di uomini. La locale guarnigione, comandata da Friedrich Joseph, barone di Nauendorf, allora un semplice Rittmeister (Capitano di Cavalleria) disponeva di appena 50 ussari. Malgrado i pochi aiuti numerici, Nauendorf ed i suoi 50 ussari riuscirono ad evitare le forze di Wunsch. Quando alla fine l'esercito del capitano si scontrò con gli uomini di Wunsch, che erano in numero tre volte superiore, Nauendorf accolse i prussiani come amici. Wunsch si ritirò. Il giorno successivo, Nauendorf venne promosso maggiore. La notizia dello scontro positivo sostenuto da Nauendorf riuscì a compiacere grandemente Giuseppe II. In una lettera a suo figlio, l'imperatrice Maria Teresa scrisse: "Mi dicono che vi compiaciate di Nauendorf, un brigante originario di Carlstadt o dell'Ungheria, che ha ucciso sette uomini, al quale voi avete dato personalmente 12 ducati come ricompensa."

### L'invasione
Alcuni giorni dopo l'incontro tra Wunsch e Nauendorf, Federico ed i suoi 80 000 uomini invasero la Boemia. Le truppe occuparono Náchod, ma non andarono oltre. L'esercito asburgico coi suoi 600 cannoni si posero sulle alture nei pressi del fiume Elba. Giuseppe II mantenne personalmente il comando delle operazioni, mentre sul campo operò fisicamente il conte Franz Moritz von Lacy. Lacy aveva prestato servizio sotto il feldmaresciallo Daun durante la Guerra dei Sette anni ed era conosciuto in ambito militare al punto che gli venne affidata la direzione della difesa delle posizioni austriache. Centrata su Jaroměř, una tripla linea di fortificazioni si estendeva per 15 km sino a Königgrätz seguendo il corso del fiume.

Giuseppe II venne surclassato con le sue armate e presto circondato, ma Federico scelse di non continuare i combattimenti per il numero consistente delle posizioni d'artiglieria austriache poste lungo il fiume Elba.

Quando il grosso dell'esercito austriaco si scontrò con quello di Federico il Grande presso l'Elba, una piccola armata al comando del barone Ernst Gideon von Laudon guardò i passaggi dalla Sassonia e dalla Lusazia in Boemia. Poco dopo che Federico fu entrato con le sue truppe in Boemia, il principe Enrico, brillante stratega, spostò le proprie truppe attorno a quelle di Laudon ed entrò in Boemia a Hainspach. Per evitare di essere circondato dalle truppe nemiche, Laudon si ritirò verso il fiume Iser, ma dalla metà di agosto di quell'anno gran parte dell'esercito austriaco si trovò nel pericolo di essere aggirato da Enrico sull'ala sinistra.
Mentre il grosso del suo esercito era impegnato sulle alture dell'Elba, Giuseppe II incoraggiò le incursioni contro le truppe prussiane. Il 7 agosto 1778 con due squadroni del suo reggimento, il maggiore Nauendorf guidò un'azione contro un convoglio di rifornimenti prussiano a Bieberdorf nella contea di Kłodzko. Il convoglio, preso alla sprovvista, si arrese a Nauendorf al punto che i suoi ufficiali poterono catturare 110 uomini, 476 cavalli, 240 sacchi di farina e 13 carri da trasporto. Questo fu il tipo di azioni che caratterizzarono tutta la guerra e non vi furono grandi battaglie. I soldati riferirono di aver trascorso più tempo a procurare cibo che a combattere.
Gli eserciti rimasero nei loro accampamenti per tutta la stagione bellica. Il principe Enrico scrisse a suo fratello, suggerendogli di completare le operazioni entro il 22 agosto, data nella quale egli aveva previsto che sarebbero terminati i rifornimenti locali di cibo per i suoi uomini e per i cavalli. Federico acconsentì alla richiesta abbandonando i piani di attraversare l'Elba ed avvicinarsi alle spalle delle forze austriache, e preferì ritirarsi lentamente. Sebbene Enrico eseguisse intanto altri attacchi simultanei sulle alture di Königgrätz, tale piano non ebbe successo sulle truppe di Laudon che anzi furono sul punto di sconfiggere i prussiani. Federico sapeva bene che russi e svedesi stavano attendendo un segnale di debolezza da parte della Prussia per rifarsi e pertanto decise di desistere da ulteriori schermaglie.
Uno degli episodi di questa guerra senza battaglie catturò l'immaginazione del pittore storico Bernhard Rode: dalle alture di Königgrätz gli austriaci bombardarono frequentemente l'esercito prussiano accampato sotto di loro. Il giorno in cui il medico di Federico il Grande gli stava praticando un salasso per calmarlo, una potente cannonata austriaca svegliò tutto il campo e Federico stesso si precipitò fuori dalla sua tenda per osservare i danni. Durante la corsa, la sua vena già incisa si aprì ulteriormente al punto che il medico dovette applicargli una fasciatura per evitare il dissanguamento (vedi l'immagine nell'infobox sulla guerra di successione bavarese in questa pagina).
Nauendorf ad ogni modo continuò le sue incursioni, ma Maria Teresa aveva inviato il ministro Kaunitz in missione segreta a Berlino per cercare di porre fine a quegli scontri. Rifiutata una prima volta la pace, Maria Teresa scrisse dunque a Caterina di Russia per chiederle assistenza. Quando Giuseppe II scoprì che sua madre stava compiendo manovre diplomatiche di cui lui era all'oscuro, minacciò di dimettersi dalla carica di imperatore, ma sua madre gli spiegò la mossa intrapresa ed egli la accettò. Caterina si offrì di mediare la disputa e Federico iniziò a ritirare parte delle sue truppe da metà settembre. Nell'ottobre di quell'anno, Giuseppe ritirò gran parte del suo esercito dal confine boemo e Federico si ritirò completamente in Prussia. Due piccole forze di ussari e dragoni rimasero in Boemia il che permise da ambo le parti di negoziare a Teschen.

### Azioni invernali
Nominato comandante delle truppe invernali austriache, Dagobert Sigmund von Wurmser ordinò ad una piccola colonna al comando del colonnello Wilhelm Klebeck di attaccare il villaggio di Dittersbach. Klebeck guidò una colonna di croati nel villaggio. Durante l'azione, 400 prussiani rimasero uccisi ed altri 400 vennero fatti prigionieri, oltre alla cattura di otto bandiere di reggimenti. A seguito dei suoi successi contro i prussiani nel 1778, Giuseppe II concesse a Wurmser la croce di cavaliere dell'Ordine Militare di Maria Teresa il 21 ottobre 1778.
In un altro raid, nel gennaio del 1779, Wurmser avanzò nella contea di Glatz con cinque colonne, due delle quali comandate dal maggiore generale Franz Josef, conte Kinsky, circondando Habelschwerdt tra il 17 ed il 18 gennaio. Mentre una colonna si assicurò l'avvicinamento, l'altra, sotto la guida del colonnello conte Carlo Pallavicini, assaltò il villaggio e catturò il principe d'Assia-Philippsthal con 700 uomini, tre cannoni e sette bandiere di reggimento. Wurmser personalmente guidò la terza colonna all'assalto dell'avamposto svedese di Oberschwedeldorf. L'avamposto ed il villaggio di Habelschwerdt vennero messi a ferro e fuoco coi cannoneggiamenti austriaci. Il maggiore generale Ludwig, Barone di Terzi (1730–1800), che copriva le azioni del Wurmser con le due restanti colonne, riuscì a catturare prigionieri altri 300 prussiani. Nel frattempo, Wurmser mantenne la sua posizione presso i villaggi di Rückerts e Reinerz.
Il 3 marzo 1779, Nauendorf razziò Berbersdorf nuovamente con della fanteria leggera e degli ussari, catturando tutta la locale guarnigione prussiana. Dopo questa azione, Giuseppe II gli concesse la croce di cavaliere dell'Ordine Militare di Maria Teresa (19 maggio 1779).

## Impatto

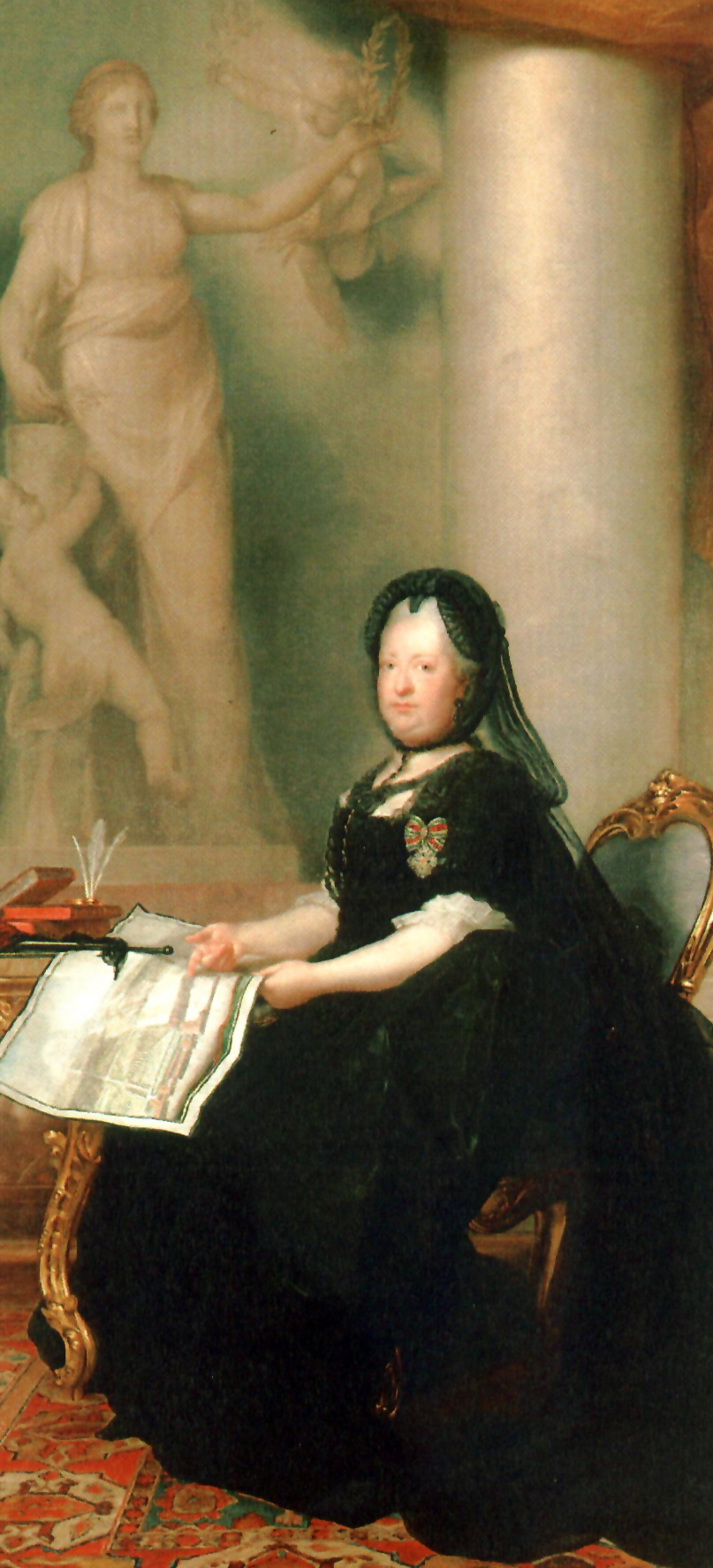
Maria Teresa nel 1773. Dietro di lei si trova la statua della Pace nell'atto di porre simbolicamente una corona d'alloro sulla testa dell'imperatrice.

Nel Trattato di Teschen (maggio 1779), Maria Teresa restituì la Bassa Baviera a Carlo Teodoro, ma mantenne la cosiddetta Innviertel, una striscia di terra di 2200 km² presso il bacino del fiume Inn, con una popolazione di 120 000 abitanti. La Sassonia ricevette la ricompensa finanziaria di sei milioni di gulden dai principali combattenti per il suo ruolo d'intervento.
La Guerra di Successione bavarese fu l'ultimo scontro tra Federico e Maria Teresa, i cui regni erano iniziati e finiti con guerre che li avevano visti contrapposti. Pur avendo sviluppato armate tre o quattro volte superiori alla grandezza delle armate impiegate nella Guerra dei Sette anni, nessuno dei due monarchi sfruttò a pieno le proprie risorse militari. Malgrado questa sia spesso ricordata come una "guerra senza battaglie", secondo lo storico Carlyle le perdite furono di circa 10 000 uomini da ambo le parti. Michael Hochedlinger pone le perdite totali a circa 30 000, Robert Kann invece non da stime dei morti sul campo, ma suggerisce che una delle cause primarie della morte di diversi soldati furono il colera e la dissenteria. Gaston Bodart, il cui lavoro pubblicato nel 1915 è tutt'oggi considerato autorevole nel campo delle perdite militari austriache, è più specifico: cinque generali austriaci (non vi è nome di loro), più di 12 000 soldati e 74 ufficiali morirono sul campo. Nelle azioni minori e nelle schermaglie perirono nove ufficiali e 265 uomini, mentre 4 ufficiali e 123 uomini vennero solo feriti, ma non fatalmente. 62 ufficiali e 2 802 uomini vennero fatti prigionieri, mentre 137 furono i dispersi. Più di 3 000 soldati imperiali disertarono. Infine, 26 ufficiali e 372 uomini ebbero disabilità permanenti. Bodart riporta anche le perdite prussiane: 1 generale ucciso (non si dice quale), 87 ufficiali e 3 364 uomini uccisi, feriti o catturati, raggiungendo così il 10% delle forze impiegate. Poco si è scoperto sulle perdite dei civili che subirono devastazioni, carestie e disagi dalla guerra in corso e sicuramente il villaggio di Habelschwerdt venne quasi completamente distrutto.
Malgrado la breve durata, la guerra stessa costò alla Prussia 33 milioni di fiorini. Per gli austriaci, il costo fu più alto: 65 000 000 di fiorini per uno stato che aveva una rendita annuale di 50 000 000 fiorini. Giuseppe stesso descrisse questa guerra come "una cosa orribile... la rovina di molte persone innocenti."

### Il cambio nella strategia
Questa fu inoltre l'ultima guerra europea combattuta in vecchio stile, nelle quali le armate vennero manovrate a distanza mentre i diplomatici cercavano di risolvere le questioni dalle diverse capitali, al contrario di quanto si farà a distanza di una sola generazione dapprima con le guerre rivoluzionarie francesi e poi con le Guerre napoleoniche. Sebbene gli storici tendano appunto a vederla come l'ultimo scontro delle potenze dell'Ancien Régime vennero già introdotte alcune novità "moderne": la grandezza degli eserciti riflette indubbiamente le abilità di manovra delle truppe nonché il loro allenamento ed equipaggiamento rispetto alle guerre precedenti.
La guerra rifletté inoltre nuovi picchi di spese militari, in particolare per gli Asburgo. Dopo la Guerra dei Sette anni, le forze armate degli austriaci si erano infatti contratte da 201 311 uomini nel 1761 a 163 613 uomini nel 1775. In preparazione della seconda campagna militare estiva, l'esercito di Giuseppe II crebbe a 195 108 uomini nel 1778 sino a 308 555 uomini nella primavera del 1779. La potenza militare degli Asburgo tornò sotto i 200 000 uomini tra il 1779 ed il 1792, anno in cui l'Austria rinvigorì le proprie forze per l'ingresso nella Prima coalizione.
In dialetto, gli austriaci definirono questa guerra con diversi nomignoli come Zwetschgenrummel (Cerca delle prugne), mentre prussiani e sassoni la definirono Kartoffelkrieg (Guerra delle Patate) dal momento che la leggenda vuole che ad un certo punto, in mancanza di rifornimenti, si usassero anche le patate nei cannoni a sostituire le palle in ferro. Una terza teoria vuole che la guerra abbia acquisito il proprio nome popolare per via della coltivazione delle patate diffusa largamente nella zona e che costituì il principale cibo delle truppe impiegate.
Nella storiografia europea, molti storici hanno descritto la Guerra di Successione bavarese "in termini dimissivi o derisivi, l'apoteosi (o la caricatura per contro) delle guerre di vecchio regime".